# Sulo Bärlund
Sulo Bärlund   (Kangasala, 15 d'abril de 1910 - Kangasala, 13 d'abril de 1986) va ser un atleta finlandès, especialista en el llançament de pes, que va competir durant les dècades de 1930 i 1940.
El 1936 va prendre part en els Jocs Olímpics de Berlín, on va guanyar la medalla de plata en la prova del llançament de pes del programa d'atletisme.

## Millors marques
- Llançament de pes. 16,23 m (1936)[2]